# Cromidon confusum
Cromidon confusum är en flenörtsväxtart som beskrevs av O.M. Hilliard. Cromidon confusum ingår i släktet Cromidon och familjen flenörtsväxter. Inga underarter finns listade i Catalogue of Life.